# Мазур Руслан Валерійович
Мазур Руслан Валерійович (нар. 2 жовтня 1991, м. Тернопіль) — український футболіст, воротар.
Мазур є вихованцем тернопільського футболу. Грав у чемпіонаті ДЮФЛУ за «СДЮШОР» Тернопіль. У 17 років грав за ФК «Бровар» (Теребовля) у чемпіонаті Тернопільської області, пізніше за ФК «Лан» (Березовиця) у тому ж чемпіонаті. У 18 років встиг пограти за ФК «Тернопіль» у чемпіонаті України серед аматорів і чемпіонаті Тернопільської області.
У 2009 році перейшов до тернопільської «Ниви» за яку провів 15 ігор.